# CAF Champions League 2007
La CAF Champions League 2006-2007 è la 41ª edizione della Coppa dei Campioni d'Africa. Ha vinto l'Étoile Sportive du Sahel, squadra tunisina alla sua prima affermazione nella massima competizione calcistica per club d'Africa. L'Etoile du Sahel ha quindi ottenuto il diritto a partecipare al Mondiale per club FIFA 2007.

## Sedicesimi di finale
2/4 - 16/18 marzo 2007.
| Squadra 1                  | Totale          | Squadra 2                    | Andata | Ritorno |
| -------------------------- | --------------- | ---------------------------- | ------ | ------- |
| Highlanders FC             | 0 - 2           | Al-Ahly                      | 0 - 0  | 0 - 2   |
| Grupo Desportivo de Maputo | 1 - 3           | Mamelodi Sundowns FC         | 1 - 1  | 0 - 2   |
| Al-Hilal                   | 4 - 2           | Al-Zamalek                   | 2 - 0  | 2 - 2   |
| Nasarawa United            | 4 - 2           | GMB Ports Authority          | 3 - 0  | 1 - 2   |
| Fello Star                 | 1 - 5           | Étoile du Sahel              | 0 - 1  | 1 - 4   |
| APR FC                     | 2 - 2 (6-7 dtr) | Maranatha Football Club      | 2 - 0  | 0 - 2   |
| Al-Ittihad (Tripoli)       | 5 - 1           | AS-FNIS                      | 4 - 1  | 1 - 0   |
| Saint-George SA            | 1 - 2           | Étoile du Congo              | 1 - 0  | 0 - 2   |
| Stade Malien               | 1 - 3           | Wydad Casablanca             | 0 - 0  | 1 - 3   |
| Kallon                     | 1 - 3           | ASEC Mimosas                 | 0 - 1  | 1 - 2   |
| Young Africans FC          | 3 - 2           | Atlético Petróleos de Luanda | 3 - 0  | 0 - 2   |
| Espérance                  | 6 - 1           | Zanaco FC                    | 2 - 0  | 4 - 1   |
| Ashanti Gold SC            | 2 - 2 (6-7 dtr) | FAR Rabat                    | 2 - 0  | 0 - 2   |
| AS ADEMA                   | 3 - 5           | TP Mazembe                   | 2 - 2  | 1 - 4   |
| AS Mangasport              | 3 - 4           | JS Kabylie                   | 3 - 1  | 0 - 3   |
| Séwé Sports de San Pedro   | 1 - 4           | Cotonsport Garoua            | 1 - 0  | 0 - 4   |

## Ottavi di finale
Andata 6/8 aprile, ritorno 20/22 aprile 2007
| Squadra 1               | Totale          | Squadra 2         | Andata | Ritorno |
| ----------------------- | --------------- | ----------------- | ------ | ------- |
| Mamelodi Sundowns       | 2 - 4           | Al-Ahly           | 2 - 2  | 0 - 2   |
| Nasarawa United         | 3 - 3 (2-3 dtr) | Al-Hilal          | 3 - 0  | 0 - 3   |
| Maranatha Football Club | 0 - 3           | Étoile du Sahel   | 0 - 0  | 0 - 3   |
| Étoile du Congo         | 3 - 3 (gfc)     | Al-Ittihad        | 3 - 1  | 0 - 2   |
| ASEC Mimosas            | 2 - 0           | Wydad Casablanca  | 2 - 0  | 0 - 0   |
| Espérance               | 3 - 0           | Young Africans FC | 3 - 0  | 0 - 0   |
| TP Mazembe              | 1 - 2           | FAR Rabat         | 1 - 0  | 0 - 2   |
| Cotonsport Garoua       | 1 - 2           | JS Kabylie        | 1 - 0  | 0 - 2   |

## Fase a gruppi
|  | Squadre qualificate alle semifinali |  | Squadre eliminate |

### Gruppo A
| Squadra            | Pt | G | V | N | P | RF | RS | DR |
| ------------------ | -- | - | - | - | - | -- | -- | -- |
| 1. Étoile du Sahel | 11 | 6 | 3 | 2 | 1 | 6  | 2  | +4 |
| 2. Al Ittihad      | 10 | 6 | 3 | 1 | 2 | 6  | 4  | +2 |
| 3. JS Kabylie      | 7  | 6 | 2 | 1 | 3 | 6  | 8  | -2 |
| 4. FAR Rabat       | 5  | 6 | 1 | 2 | 3 | 2  | 6  | -2 |

### Gruppo B
| Squadra         | Pt | G | V | N | P | RF | RS | DR |
| --------------- | -- | - | - | - | - | -- | -- | -- |
| 1. Al Ahly      | 12 | 6 | 4 | 0 | 2 | 8  | 4  | +4 |
| 2. Al Hilal     | 10 | 6 | 3 | 1 | 2 | 8  | 5  | +3 |
| 3. ASEC Mimosas | 7  | 6 | 2 | 1 | 3 | 4  | 5  | -1 |
| 4. Esperance    | 5  | 6 | 1 | 2 | 3 | 2  | 8  | -6 |

### Semifinali
Andata 21/23 settembre, ritorno 5/7 ottobre 2007
| Squadra 1  | Totale | Squadra 2       | Andata | Ritorno |
| ---------- | ------ | --------------- | ------ | ------- |
| Al Hilal   | 3 - 4  | Étoile du Sahel | 2 - 1  | 1 - 3   |
| Al Ittihad | 0 - 1  | Al-Ahly         | 0 - 0  | 0 - 1   |

### Finale
Andata 27 ottobre, ritorno 9 novembre 2007
| Squadra 1       | Totale | Squadra 2 | Andata | Ritorno |
| --------------- | ------ | --------- | ------ | ------- |
| Étoile du Sahel | 3 - 1  | Al-Ahly   | 0 - 0  | 3 - 1   |